# Louis Dreyfus Company
Die Louis Dreyfus Company B.V. (LDC) ist ein niederländischer, privater Mischkonzern mit Firmensitz in Rotterdam und operativem Hauptsitz in Genf. Das Unternehmen ist im Agrarbereich (u. a. Zitrusfrüchte, Zucker, Kaffee, Baumwolle), Metall- und Energiesektor, Schiffbau, Finanzen sowie im Immobilienmarkt tätig. Das Unternehmen besitzt und verwaltet Hedge-Fonds, Seeschiffe, entwickelt und betreibt Telekommunikationsinfrastrukturen und ist auch an der Entwicklung, Verwaltung und dem Besitz von Immobilien beteiligt. Das Unternehmen wurde von Léopold Louis-Dreyfus (1833–1915) gegründet und später von Pierre Louis-Dreyfus geführt. Es ist neben Archer Daniels Midland, Bunge und Cargill Teil des "ABCD" -Unternehmensquartetts, das den weltweiten Handel mit Agrarrohstoffen dominiert. Beim Orangensaft beträgt der Weltmarktanteil rund 15 Prozent.

## Geschichte
1851 wurde das Unternehmen im Elsass in Frankreich von Léopold Dreyfus, einem 18-jährigen elsässischen, aschkenasischen Sohn eines Bauern aus Sierentz, gegründet. Das Unternehmen trug den Namen seines Vaters Louis Dreyfus. Léopold kaufte Weizen von einheimischen Bauern im Elsass und transportierte ihn in das 13 Kilometer entfernte Basel in der Schweiz. Léopold erwarb bereits als Teenager ein Vermögen durch grenzüberschreitenden Getreidehandel. Er diversifizierte rasch in die Bereiche Schifffahrt, Waffenherstellung, Landwirtschaft, Öl und Bankwesen und gründete so eine der reichsten Handelsdynastien in Europa. Die Firma ist bis heute im Besitz seiner Nachkommen. Zu Beginn des 20. Jahrhunderts wurde die Familie Louis-Dreyfus als eine der fünf reichsten Familien Frankreichs bezeichnet. Während des Zweiten Weltkriegs wurde jedoch ein Großteil des Familienvermögens vom Vichy-Regime beschlagnahmt und einige Familienmitglieder flohen nach Amerika.
2006 wurde der Konzern von der Financial Times auf Platz 111 der Liste der größten nicht-börsennotierten Unternehmen Europas geführt.
2007 wurde der Bereich Schifffahrt als Louis Dreyfus Armateurs abgespalten.
2018 wurde das erste Geschäft auf Blockchain-Basis durch den Verkauf einer Ladung Sojabohnen aus den USA an die Shandong Bohi Industry Co. In China abgewickelt.